# 巴靈寨遺址
巴靈寨遺址位於四川省巴中市平昌縣，文物遺址年代判定為明。2012年7月16日公佈為第八批四川省文物保護單位。

## 簡介[2]
巴靈寨遺址位於平昌縣靈山鄉，遺址呈東西走向，東西長227公尺，南北寬30公尺，占地面積6810平方公尺，現存東門、南門、北門及部分寨牆，西門損毀。寨門、寨牆均用條石砌成。據縣誌記載，明朝中期在巴靈寨建藥王廟，後歷代屢建，逐步擁有大佛殿、觀音廟、二郎廟、齊天大聖廟等9座廟宇，後毀於清末。北門前10公尺左側石崖上陰刻清咸豐年間房山縣知縣吳道凝題寫的“巴靈台”三字。整個寨址位於米倉古道（平昌段）主幹線上，與通江接界，寨下有古道遺存，對於研究米倉古道具有重要價值。